# Frische teutsche Liedlein

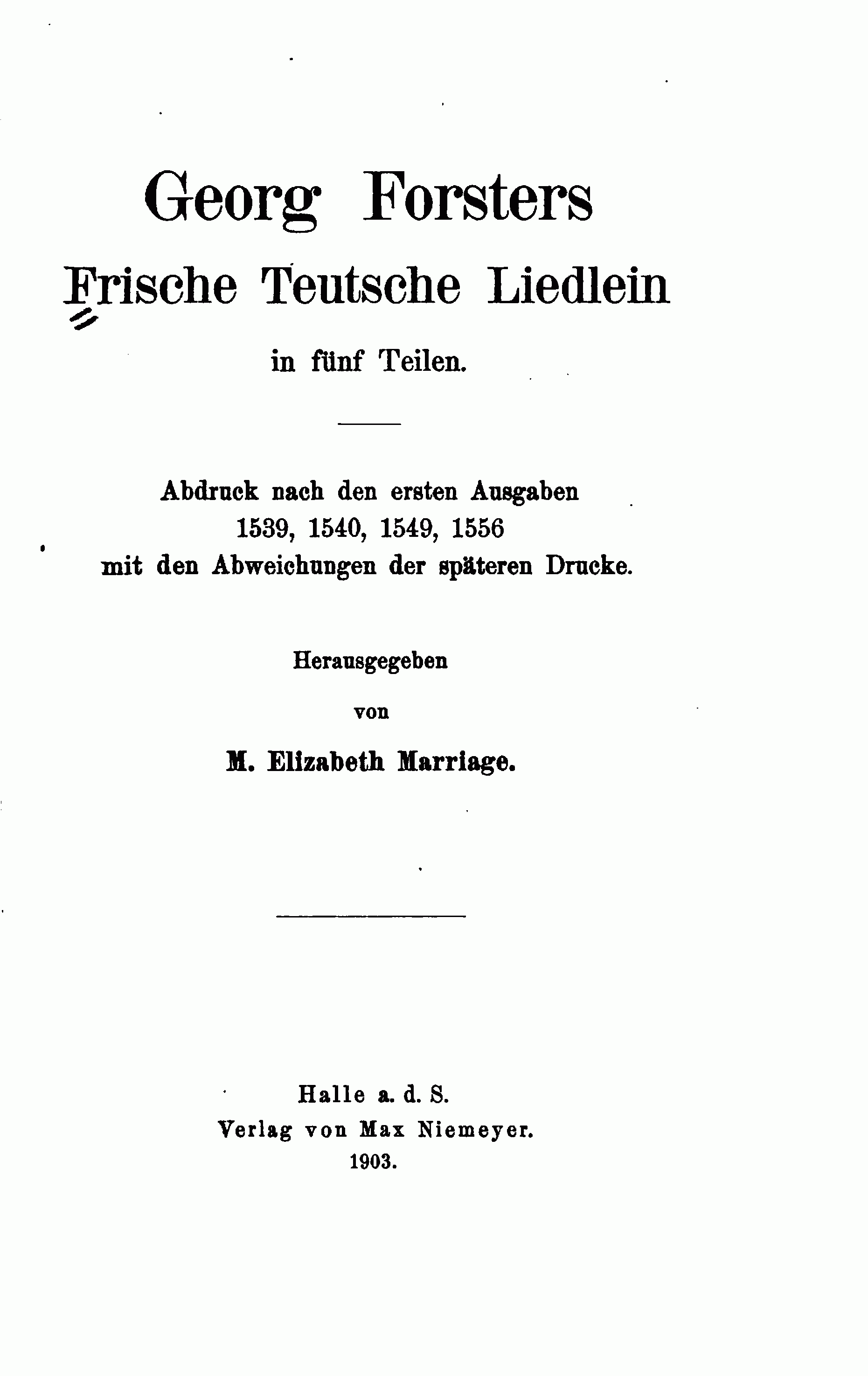

Frische teutsche Liedlein ist eine fünfteilige Liedsammlung, die 1539–1556 von dem Arzt, Komponisten und Liedersammler Georg Forster (* um 1510 in Amberg; † 12. November 1568 in Nürnberg) herausgegeben wurde. Sie umfasst 380 mehrstimmige, vorwiegend weltliche deutsche Lieder. Ihren Sammelnamen erhielt die Sammlung später. Es ist die umfangreichste und bedeutendste Liedpublikation der Zeit und eine der wichtigsten Quellen für Tenorlieder (mit dem Cantus firmus im Tenor, wie sie beispielsweise eine Fassung von Innsbruck, ich muss dich lassen von Heinrich Isaac oder Mir ist ein rot Goldfingerlein von Ludwig Senfl darstellen).

## Bände
- Ein außzug guter alter und newer Teutscher liedlein/einer rechten Teutschen art/auff allerley Instrumenten zubrauchen/außerlesen. Nürnberg 1539
(2. Auflage 1543; 3. Auflage 1549 [Titel verändert]; 4. Auflage 1552 [Titel verändert]; 5. Auflage 1560/61)
- Der ander theyl kurtzweiliger guter frischer Teutscher Liedlein zu singen vast lustig. Nürnberg 1540
(2. Auflage 1549 [Titel verändert]; 3. Auflage 1553; 4. Auflage 1565)
- Der dritte theyl schöner lieblicher alter und newer Teutscher Liedlein, nicht alleine zu singen sondern auch auff allerley Instrumenten zu brauchen … und vormals nie gesehen. Nürnberg 1549
(2. Auflage 1552 [Titel verändert]; 3. Auflage 1563)
- Der vierdt theyl schöner frölicher frischer alter und newer Teutscher Liedlein mit vier stimmen nicht allein zu singen sondern auch auff allen Instrumenten zu brauchen. Nürnberg 1556
- Der fünfft theyl schöner alter und newer Teutscher liedlein mit fünff stimmen nicht allein zu singen sondern auch auff allen Instrumenten zu brauchen. Nürnberg 1556

## Auswahl bekannter Lieder aus der Sammlung
- Drei Laub auf einer Linden (Jobst von Brandt)
- Entlaubet ist der Walde (Thomas Stoltzer)
- Es liegt ein Schloß in Österreich (Caspar Othmayr)
- Es wollt ein Jäger jagen
- Im Mayen, im Mayen
- Innsbruck, ich muß dich lassen (Heinrich Isaac)
- Mir ist ein feins brauns Maidelein (Caspar Othmayr)[1]
- Vergangen ist mir Glück und Heil
- Wie schön blüht uns der Maien (Caspar Othmayr)
- Wir zogen in das Feld
- Wo soll ich mich hinkehren
- Wohl auf, gut Gsell, von hinnen (Caspar Othmayr)

## Ausgaben
- Kurt Gudewill et al. (Hrsg.): Georg Forster: Frische teutsche Liedlein (1539–1556) (= Das Erbe deutscher Musik. Band 20; 60–63). Möseler, Wolfenbüttel 1964–1997.
- M. Elizabeth Marriage (Hrsg.): Georg Forsters Frische Teutsche Liedlein in fünf Teilen. Niemeyer, Halle 1903 (archive.org).